# Prosopocera ochraceomaculata
Prosopocera ochraceomaculata är en skalbaggsart som beskrevs av Stefan von Breuning 1936. Prosopocera ochraceomaculata ingår i släktet Prosopocera och familjen långhorningar. Inga underarter finns listade i Catalogue of Life.